# 一氧化氮生物化学效用
一氧化氮，化学式为NO，是双原子化合物分子。在许多哺乳动物（包括人类）体内，一氧化氮都作为一种信号分子（氣態信號分子）参与到许多生理和病理过程中。
一氧化氮在血液中还是一种强效血管扩张剂，其半衰期只有几秒钟。许多量产的经典药物（如硝酸甘油和亚硝酸异戊酯）就是一氧化氮的缓释前体。肝脏中发生的缺血性损伤往往导致哺乳动物体内一氧化氮水平降低。1992年，一氧化氮因为它在神经科学、生理学和免疫学等学科的重要性而获评《科学》杂志“年度分子”。1998年，因发现一氧化氮在心血管系统中起信号分子作用，罗伯·佛契哥特、费瑞·慕拉德和路易斯·伊格那罗共同获得了当年的诺贝尔生理学或医学奖。

## 一氧化氮的来源

### 一氧化氮的生物合成
一氧化氮在生物体内可由剪切力、血小板衍生生长因子、乙酰胆碱、细胞因子等刺激内皮型一氧化氮合酶（eNOS）产生。eNOS通过氧化L-精氨酸末端的胍基得到一氧化氮，同时产生了副产物瓜氨酸。上述过程依赖著钙-钙调蛋白和其他辅助因子。
生物体内的一氧化氮亚稳定自由基由一氧化氮合酶（NOSs）产生。已知该酶存在三种同工酶，分别是内皮型（eNOS）、神经型（nNOS）和诱导型（iNOS），每种同工酶都具有不同的特色。神经型和内皮型是钙依赖的，并且单个细胞产生的一氧化氮信号分子水平较低。而诱导型并不依赖钙，能产生高水平的一氧化氮，甚至会产生毒副作用。

### 外源一氧化氮药物

西地那非分子结构

当生物体内无法正常产生足量所需的一氧化氮时， 一氧化氮缓释药物可以有效地补充一氧化氮。生物体内某些内源型化合物也有提供一氧化氮的能力。硝酸甘油和亚硝酸异戊酯可以在体内分解产生一氧化氮，所以医学上被广泛当作血管扩张剂。又如血管舒张型降压药米诺地尔中也含有类似一氧化氮的结构，亦可以起到一氧化氮的效果。更为人熟知的还有治疗男性勃起功能障碍的药物西地那非（中国大陆注册名万艾可，台湾和港澳商品名威而钢），药物分子中类似一氧化氮的结构可以透过增强一氧化氮信号通路达到刺激勃起的目的。

### 自然途径
饮食中的硝酸盐是哺乳动物体内一氧化氮的重要来源。绿色多叶蔬菜和一些根类蔬菜（例如甜菜根）中含有较多的硝酸盐。哺乳动物摄入这些食物时，经过舌头表面共生的兼性厌氧细菌的作用，亚硝酸盐会在唾液中浓缩约10倍。吞咽下后，亚硝酸盐与胃中的酸和还原性物质（如抗坏血酸盐）反应生成较高浓度的一氧化氮。这种机制被认为是对吞咽食物的一种灭菌，并维持胃粘膜血管扩张性。
汗液中含有的硝酸盐可在微酸性环境和皮肤表面共生菌作用下经亚硝酸盐还原为一氧化氮，或者亚硝酸盐在阳光下发生紫外线光解生成一氧化氮。这种机制被认为是一种保护皮肤免受真菌感染的方式，可能引起人体全身血液循环变化，因此也被应用于医疗手段中。
研究表明，不同于口呼吸，鼻呼吸可以在体内产生一氧化氮。

## 相关免疫反应

二亚硝基铁络合物（DNIC），一氧化氮导致的蛋白质铁硫中心降解产物

一氧化氮可由吞噬细胞（包括单核细胞、巨噬细胞和中性粒细胞）产生，继而参与到人体免疫反应中。吞噬细胞中通常含有诱导型一氧化氮合成酶（iNOS），该酶可由干扰素-γ单一信号或由肿瘤坏死因子-α和第二信号激活。相反的，转化生长因子-β可对该酶产生强烈的抑制作用，白细胞介素-4和白细胞介素-10则可起到较微弱的抑制作用。通过这些信号分子对诱导型一氧化氮合成酶活性的调节作用，免疫系统便可调节吞噬细胞在炎症和免疫反应中产生一氧化氮的水平。而一氧化氮作为一种自由基，可以导致DNA损伤以及蛋白质铁硫中心的降解，对入侵的细菌和胞内寄生虫（包括利什曼原虫和疟原虫）起到杀伤作用，如此便参与到了免疫反应中。
吞噬细胞通过iNOS的诱导途径可以一次性生成大量的NO引发细胞凋亡而杀死其他细胞。体外研究表明，吞噬细胞独立产生的NO浓度大于400至500nM时便会引发临近细胞的细胞凋亡，这与SPM通过中和并加速清除炎症组织的促炎细胞来起到抑制、扭转炎症反应的方式类似。然而，NO自由基在炎症反应中扮演的角色仍是一个复杂课题，一些模式化的研究（包括病毒感染）表明NO也可能使炎症恶化。许多细菌性病原体已经进化出了一氧化氮抗性机制来抵抗它的杀灭作用。
因为NO可以在哮喘等病症的检测上作为炎症程度的度量物质，所以基于NO的呼气测试的炎症检测设备研发工作愈发热门。呼出NO浓度水平的下降有时可归因于空气污染或吸烟，但总体而言，空气污染的影响更大。

## NO对生物大分子的影响
一氧化氮在细胞中主要涉及两大类反应，其一为硫醇的S-亚硝基化，其二为酶金属核心的亚硝基化。

### 硫醇的S-亚硝基化
S-亚硝基化包含巯基的可逆反应，含有半胱氨酸残基的蛋白质都有可能发生此类反应生成亚硝基硫醇（RSNOs）。这是适用于所有类型蛋白质的翻译后调节机制。

### 酶金属核心的亚硝基化

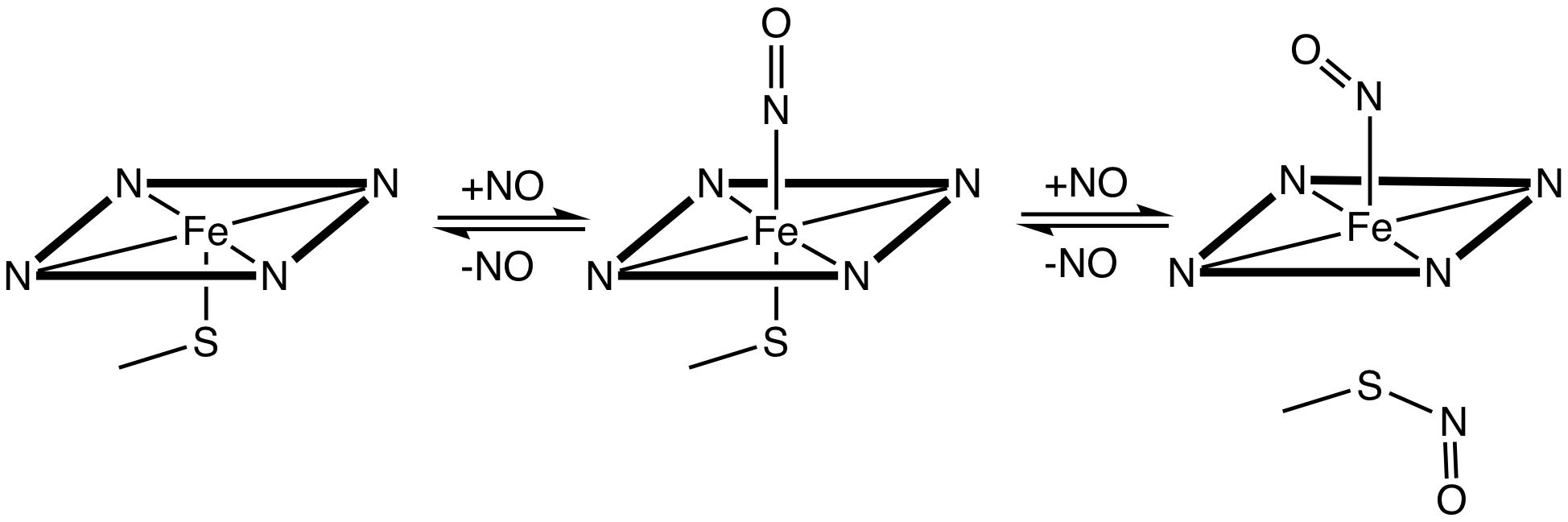
血红素-硫醇盐的亚硝基化过程（其中正方形表示卟啉环）

铁、铜等过渡金属核心容易和NO反应生成金属亚硝基配合物。血红蛋白发生亚硝基化导致的酶活性丧失便是一个典型例子。亚硝基化亚铁十分稳定，因此对于亚铁核心的酶，无论NO自由基的直接络合还是硫醇S-亚硝基化产物发生的亚硝基转移都很容易发生。所以诸如含有亚铁的核糖核苷酸还原酶和顺乌头酸酶都易于被NO灭活。
鸟苷酸环化酶是一种含有血红素的酶分子，在NO作用下，血红素发生亚硝基化，环磷鸟苷激活cGMP依赖性蛋白激酶 ，引发钙离子的再吸收，从而打开钙离子激活的钾离子通道，再经过一系列离子浓度调节导致了平滑肌细胞松弛。

## NO对血管和肌肉的调节
一氧化氮可以导致血管舒张，以增加血液供应并降低血压。因此，一氧化氮可用于保护组织免受缺血损害。一氧化氮也是一类神经递质，在平滑肌组织中的亚硝酸神经元间起效，常见于消化道组织和勃起组织。，吸入用一氧化氮常用作治疗肺动脉高压，NO-环磷酸鸟苷增强剂如西地那非，前列环素通路激动剂如静脉用前列环素也有一定疗效。一氧化氮通过抑制平滑肌的收缩与生长、血小板聚集以及白细胞与内皮细胞的粘附促进血管内环境稳态。动脉粥样硬化、糖尿病、高血压患者常常被发现体内一氧化氮表达途径异常。一氧化氮可通过多种途径诱导生成，导致多种蛋白质发生磷酸化，继而导致平滑肌松弛。在肾脏细胞外液稳态调节中，一氧化氮对血管舒张的调节起到了关键影响。一氧化氮在阴茎和阴蒂的勃起中也起到血流血压调节作用。一氧化氮作用于心肌组织，可以降低收缩力和心率。

## 一氧化氮对其他生物的影响

### 植物
一氧化氮在植物中有以下四种生成途径：L-精氨酸依赖性一氧化氮合酶（植物中是否存在动物NOS同源物存在争议），质膜结合硝酸盐还原酶，线粒体电子传递链以及非酶促反应。一氧化氮在植物中作为一种信号分子，主要在抗氧化应激和植物病理学作用等方面起效。研究表明，使用一氧化氮处理切花可以保鲜。一氧化氮可以调节某些植物病理学和生理学作用，如植物过敏反应，共生作用（如豆科植物与根瘤菌共生产生根瘤），侧根、不定根、根毛的发育，气孔的开合等。一氧化氮常在细胞器内产生，诸如线粒体、过氧化物酶体和叶绿体都能产生一氧化氮，使之参与到与活性氧发生的抗氧化反应中去。一氧化氮指标可用于N端蛋白质降解、非生物逆境应激（旱涝、盐碱胁迫）的表征。在多种植物激素的信号传递途径中（如生长素、乙烯、脱落酸、细胞分裂素）都已发现了一氧化氮的参与。大气氮循环过程中的一氧化氮可通过气孔进入到维管植物中，对叶片瘢痕的产生、植物固氮、组织坏死产生影响。

### 昆虫

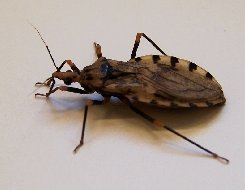
锥蝽

诸如臭虫、锥蝽之类的吸血昆虫用一氧化氮来舒张猎物的血管来促进其觅食血液。它们通过唾液中的载体硝化蛋白产生一氧化氮。

### 细菌

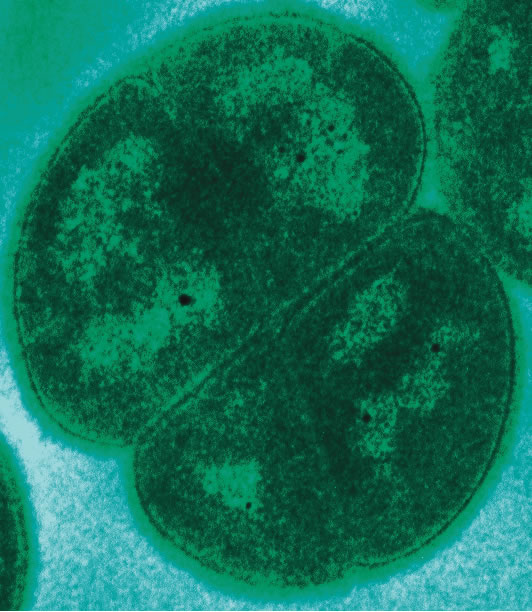
抗辐射奇异球菌

通常一氧化氮抑制细菌生长，并作为一种特性运用于免疫反应中。但是某些情况下一氧化氮可以保护细菌。2009年一报道显示，抗辐射奇异球菌在经过紫外线辐射损伤后，一个增加一氧化氮表达的基因启动，促进了DNA修复与细胞生长；而在该基因敲除的情况下，细菌仅能修复DNA而无法生长。